# 窓際のスパイ
『窓際のスパイ』（まどぎわのスパイ、原題: Slow Horses）は、2022年から配信されているイギリスのスパイスリラードラマシリーズである。

## 概要
傲慢で悪名高いチームリーダーに率いられるMI5（英国情報局保安部）の落ちこぼれエージェントたち、通称スローホース。 本部から離れた古びた建物スラウハウス（泥沼の家）に集められ、普段は暇をかこつが、時に応じて危険でいわくつきの仕事を押し付けられる。スパイの世界の策略と組織内部の陰謀をかいくぐり、 イギリスと自分たちを守る彼らの姿を、ダークなユーモアを効かせて軽快に描く。
シーズン1は2022年4月1日、シーズン2は2022年12月2日、シーズン3は2023年11月29日、シーズン4は2024年9月4日よりそれぞれApple TV+にて配信開始された。シーズン5、６の製作も決定している。

## 登場人物とキャスト
※括弧内は日本語吹替。

### メインキャスト
- ジャクソン・ラム
  - 演 - ゲイリー・オールドマン（安原義人）
  - MI5のベテランエージェントで落ちこぼれ(スローホース)たちを集めたスラウハウス（泥沼の家）の責任者。ヘビースモーカーで体からは悪臭を放つ。悪名高く普段はやる気を見せないが、その観察眼と思考力は他のエージェントを圧倒する。リヴァーの祖父デイビットとともに大きな秘密を抱えており、それが原因で自らスラウハウスへと異動して来ている。

- リヴァー・カートライト
  - 演 - ジャック・ロウデン (櫻井トオル)
  - MI5エージェント。かつてはリージェンツ・パークにあるMI5本部の若手エージェントだったが、友人に訓練での失敗の原因をなすりつけられ、スラウハウスに左遷された。父親を知らず、母親には幼い頃に捨てられた。祖父は引退したMI5の実力者のデイビッドである。

- ダイアナ・タヴァナー
  - 演 - クリスティン・スコット・トーマス (高島雅羅)
  - MI5の副長官。MI5長官の座を常に狙い、目的のためなら手段を選ばない。時にはラムと情報を交換し、罠にかけ、脅迫し合う。

### スラウハウスの仲間たち
- キャサリン・スタンディッシュ
  - 演 - サスキア・リーヴス (幸田直子)
  - ラムの世話係を兼ねる事務員。一時期深刻なアルコール依存症に陥っていたが、当時のMI5長官チャールズ・パートナーに治療を勧められ依存症を断ち切る。チャールズが自宅の浴室で拳銃を片手に死んでいるのを発見する。

- シドニー・"シド"・ベイカー
  - 演 - オリヴィア・クック（伊瀬茉莉也）
  - ラムが実力を認める若手MI5エージェント。スラウハウスへ異動になった経緯の裏にダイアナが関係する (シーズン1)。

- ルイーザ・ガイ
  - 演 -  ロザリンド・イレーザー（英語版）(和優希)
  - MI5エージェント。スラウハウスの中では有能で、腕時計の音で相手の素性を見破る。妻子持ちの同僚ミンとは不倫関係である。

- ロディ・ホー
  - 演 – クリストファー・チョン（英語版）(時永ヨウ)
  - MI5エージェント。優秀なハッカーで、自己陶酔癖あり。仲間を見下した発言が目立つが、本人はスラウハウス送りにされた理由に一切心当たりがない。

- ジェド・ムーディ
  - 演 – スティーヴン・ウォディントン（英語版）（菊池康弘）
  - MI5エージェント。MI5の実戦部隊「犬」の元メンバー (シーズン1)。

- ミン・ハーパー
  - 演 – ダスティン・デムリ＝バーンズ（英語版）(金馬貴之)
  - MI5エージェント。列車内に極秘ディスクを置き忘れ、スラウハウス送りにされる。妻子持ちだが同僚のルイーザと不倫関係となる (シーズン1-2)。

- ストルアン・ロイ
  - 演 – ポール・ヒギンス（英語版）（清水明彦）
  - MI5エージェント。仕事中に不適切な内容のメールを送信し、スラウハウス送りにされる。左遷後も、家族にはリージェンツ・パークの本部に勤める優秀なエージェントであると嘘をつく (シーズン1のみ)。

- シャーリー・ダンダー
  - 演 - エイミー＝フィオン・エドワーズ（英語版）（あんどうさくら)
  - MI5エージェント。上司からセクハラ行為を受けて殴り倒し、スラウハウス送りにされる。癇性な性格で薬物問題を抱える(シーズン2-)。

- マーカス・ロングリッジ
  - 演 – カディフ・カーワン（英語版）（藤井隼)
  - MI5エージェント。子持ちでギャンブル依存症(シーズン2-4)。

- モイラ・トレゴリアン
  - 演 – ジョアンナ・スキャンラン（英語版）（罍陽子）
  - スラウハウスの事務員。MI5新長官のクロード・ウェランによってスラウハウスに追放され、一時的にキャサリンの後任となる。以前はリージェンツ・パークのMI5本部で全局員の情報を管理する役職で、"クイン(女王)"と呼ばれていた(シーズン4-)。

- JK・コー
  - 演 – トム・ブルック（英語版）（柳生拓哉）
  - 黒フードがトレードマークの無口なMI5エージェント。過去に精神鑑定を行う部署に所属しており、そのトラウマからPTSDに苦しむ(シーズン4-)。

### その他

#### 複数シーズン
- デイヴィッド・カートライト
  - 演 - ジョナサン・プライス (小室正幸)
  - リヴァーの祖父でMI5の元エージェントかつ有力者。ロンドン郊外で一人暮らしをする。かつてラムと極秘のミッションを実行した。

- ニック・ダフィ
  - 演 – クリス・ライリー（英語版） (松川裕輝)
  - MI5エージェント。リージェンツ・パークのMI5本部の実戦部隊「犬」の指揮官(シーズン1-3)。

- ホッブス
  - 演 – クリス・コグヒル（英語版）（八木岳）
  - MI5エージェント。リヴァーを嫌う、MI5本部の「犬」の一員(シーズン1-3)。

- ピーター・ジャド
  - 演 - サミュエル・ウェスト
  - 保守党右翼の政治家（シーズン1）、後に内務大臣（シーズン2 -3）。ダイアナと頻繁に連絡を取り合う。

- イングリッド・ティアニー
  - 演 - ソフィー・オコネドー（桜井ひとみ）
  - MI5長官で副長官のダイアナとは緊張状態にある。保身の為ならばスローホースであろうがなかろうが容赦なく捨て駒として使う(シーズン1-3)。

- ジェームズ・"スパイダー"・ウェッブ
  - 演 - フレディ・フォックス  (須藤翔)
  - MI5エージェント。訓練の失敗の原因を友人だったリヴァーに擦り付けて仲たがいする。スパイダーと呼ばれることを激しく拒む(シーズン1-3)。

- チャールズ・パートナー
  - 演 - ジェームズ・フォークナー
  - 回想で登場する冷戦時代のMI5長官。当時アルコール依存症だったキャサリンが秘書として仕えたのち、自宅の浴槽で彼の死体を発見する。

- モリー・ドーラン 
  - 演 - ナオミ・ワイスナー（平野文）
  - MI5本部の記録保管庫職員。まだ足を失う前、任務でラムと踊った逸話があるほか、リヴァーの祖父デイビットとも面識がある (シーズン2-)。

- "バッド"・サム・チャップマン
  - 演 - ショーン・ギルダー（英語版）
  - 元MI5エージェントで、かつてはデビッド・カートライトのボディーガードだった。現在は私立探偵を生業とし、ジャクソン・ラムと秘密裏に連絡を取り合う(シーズン2-4)。

- エマ・フライト
  - 演 - ルース・ブラッドリー（英語版）(杏寺円花)
  - MI5エージェント。 MI5本部の指揮官ニック・ダフィの後任。モデル顔負けのルックスを持つ(シーズン4-)。

- クロード・ウェラン
  - 演 - ジェームズ・カリス（英語版）（三上哲）
  - MI5長官イングリッド・ティアニーの後任。スキャンダルがないという理由で長官に選ばれたが、長官就任直前に自身の女性スキャンダルが原因でモイラをスラウハウス送りにした(シーズン4-)。

- フランク・ハークネス
  - 演 – ヒューゴ・ウィーヴィング（広瀬彰勇）
  - 元CIAエージェントでリヴァーの父。フランスで秘密組織を作り、多くの女性と関係を持つ(シーズン4-)。

#### シーズン1のみで登場
- ロバート・ホブデン
  - 演 – ポール・ヒルトン（英語版）（後藤敦）
  - 極右過激派組織や保守政治家と関係があるジャーナリスト。

- ハッサン・アフメド
  - 演 – アントニオ・アーキール（英語版）(村井雄治)
  - 極右過激派組織「アルビオンの息子」に誘拐される、パキスタン情報機関ナンバー2の甥でリーズ大学学生。

- モー
  - 演 – サム・ヘイゼルダイン（英語版）（坂詰貴之）
  - 「アルビオンの息子」のリーダー。

- カーリー
  - 演 – ブライアン・ヴァーネル（英語版）（大橋勇人）
  - 「アルビオンの息子」の暴力的なメンバー。

- ゼッポ
  - 演 - スティーヴン・ウォルターズ（峰晃弘）
  - 「アルビオンの息子」のメンバー。

- ラリー
  - 演 - デヴィッド・ウォルムズリー
  - 「アルビオンの息子」のメンバー。

#### シーズン2のみで登場
- リチャード(ディッキー)・ボウ
  - 演 –フィル・デイヴィス（英語版）
  - 元MI5エージェント。ロンドンでアダルトグッズショップを経営する。

- ニコライ・カチンスキー
  - 演 - ラデ・シェルベッジア（稲葉実）
  - 元KGBエージェント。冷戦終結後に亡命し、ロンドンに滞在する。

- アンドレ・チェルニツキー
  - 演 – マレク・ヴァシュト（英語版）
  - 元KGBエージェント。冷戦時代に活動した暗殺者。

- イリヤ・ネフスキー
  - アルマズ・トラスト社のCEOでオリガルヒ。

- アルカジー・パシュキン
  - 演 – アレック・ウトゴフ（英語版）
  - イリヤ・ネフスキーの部下。

- アレックス・トロッパー
  - 演 - キャサリン・マコーマック
  - 小さな村アップショットの住民。ダンカンの妻で、ケリーの母親。

- ダンカン・トロッパー
  - 演 – エイドリアン・ローリンズ（英語版）
  - アップショットのパブと飛行場のオーナー。アレックスの夫で、ケリーの父親。

- ケリー・トロッパー
  - 演 - タムシン・トポルスキー
  - アップショットのパブのバーテンダー。アレックスとダンカンの娘。

#### シーズン3のみで登場
- アリソン・ダン
  - 演 - キャサリン・ウォーターストン
  - イスタンブール駐在のMI5エージェント。MI5の秘密を暴くため、機密文書「足跡」をリークしようとする。

- ショーン・ドノヴァン
  - 演 – ソープ・ディリス（英語版）
  - アリソンと交際するイスタンブール駐在の英国大使館警備員。アリソンの死の原因となった「足跡」の行方を追う。

- ベン・ダン
  - 演 - チャーリー・ロウ
  - ドノヴァンの協力者でアリソンの兄弟。

- サラ・ダン
  - 演 – エリオット・ソルト（英語版）(杏寺円花)
  - ドノヴァンの協力者でアリソンの姉妹。

- ダグラス
  - 演 - シオン・ヤング
  - MI5の本部外の書類保管庫の職員。

- スライ・モンティス
  - 演 - ギャビン・スポーク
  - 民間警備会社チーフテンの経営者。

- スタージェス
  - 演 – ニック・ブラッド
  - 民間警備会社チーフテンの社員。

#### シーズン4のみで登場
- ギティ・ラーマン
  - 演 – キラン・ソニア・サワール（英語版）（神戸光歩）
  - リージェンツ・パークのMI5エージェント。

- パトリス
  - 演 – トム・ヴォズニチカ（広瀬竜一）
  - ハークネスの下で働く傭兵。

- イザベル・カートライト
  - 演 – アンナ・ウィルソン＝ジョーンズ（英語版）（藤本喜久子）
  - リヴァー・カートライトの母で、デイヴィッドの娘。かつてハークネスの秘密組織に囚われていた。MI5の架空IDであるコールドボディの情報と引き換えに解放されるが、直後に失踪する。

## あらすじ

### シーズン1のあらすじ
スローホースたちは、自分たちを犠牲にして保守派の力をそごうとするMI5副長官ダイアナ・タヴァナーの陰謀によりもたらされた、国際問題になりかねない誘拐事件を解決する。
MI5の別棟スラウハウス（泥沼の家）には「スローホース(遅い馬)」と呼ばれる、失敗を犯したエージェントたちが左遷されて、上司のジャクソン・ラムの下で暇をかこつ。スローホースたちが極右に繋がるジャーナリストであるホブデンの調査を命じられたと同時に、移民を敵視する極右のグループ「アルビオンの息子たち」がパキスタン情報機関ナンバー2の甥の学生ハッサンを誘拐し、斬首すると宣言する。実は誘拐と救出を演出して保守派の力を削ぐと同時にパキスタンとの関係を改善しようとする、MI5副長官ダイアナの「偽旗作戦」であり、失敗した場合にはスローホースが責任を課せられるはずとなっている。陰謀に繋がる証拠写真を撮ったゆえに、リヴァーが訓練で故意に失敗させられてスラウハウスに左遷されたことが分かる。偽旗作戦は失敗しかけ、スローホースはMI5に追及される。ラムは写真を入手してダイアナを逆に脅迫する。スローホースは「アルビオンの息子たち」の車を追跡し、ハッサンを解放する。MI5は事件の真相を知るホブデンを暗殺して口をふさぐ。スラウハウスの事務を執るキャサリンがかつて仕えたMI5長官のチャールズは、外国情報機関の工作員だったが故に、リヴァーの祖父デイビットの指示でラムに殺され自殺に見せかけられたことが分かる。

### シーズン2のあらすじ
スローホースたちは亡命した元KGBらによる陰謀と戦う。
スラウハウスのミンとルイーザは、本部のウェッブにより、有力なオリガルヒのネフスキーとダイアナの会談準備を手伝わされる。引退したMI5エージェントが元KGBの暗殺者チェルニツキ―の姿を目撃したのちに殺されて、ラムの注意を引く。ミンは事故を装って殺される。リヴァーはチェルニツキ―を追跡するうちにロンドンでの爆弾テロの可能性を知り、テロ警戒警報の発令を求める。
ラムは、イギリスに亡命した元KGBカチンスキーの陰謀に振り回されていたことを知る。カチンスキーは、自分の工作員であったチャールズを殺した復讐のため、実行者のラムと命令者のデイビットの名前をFSBから聞き出し、見返りにネフスキーの金をモスクワに送金する手助けをする。ラムの注意を引きながらスラウハウスに屈辱を与えようとし、潜伏工作員を使って爆弾テロを偽装してロンドンに誤りのテロ警戒警報を出させ、混乱を利用して送金を行わせる。だが陰謀に気づいたラムがデイビットに連絡し、暗殺に来たチェルニツキ―を返り討ちにさせる。失敗を悟ったカチンスキーは自殺する。ダイアナと内相のジャドは種々の不手際を隠すために事件を隠蔽する。

### シーズン3のあらすじ
スローホースたちは、MI5の長官の座を争うダイアナとティアニーによって引き起こされたキャサリンの誘拐事件を解決しようとし、危険な銃撃事件に巻き込まれる。
ジャドはMI5への支配力を強め、かつ民間警備会社チーフテンを経営する学友モンティスにセキュリティの仕事を与えるため、チーフテンの「タイガーチーム」にMI5のセキュリティを破らせようとする。チーフテンにキャサリンを誘拐させ、リヴァーを脅迫して本部に侵入させてセキュリティ破りが成功する。だが誘拐犯として雇ったドノヴァンは、チーフテンに勤めていたウェッブを殺し、キャサリンを解放せずに脅迫を続け、MI5の外部の保管庫にあるファイル「足跡」を入手しようとする。ドノヴァンは、1年前にイスタンブールで「足跡」を公開してティアニーの失墜につながるMI5の大失敗を暴露しようとしてティアニーに殺された、恋人アリソンの仇を撃とうとする。ティアニーの地位を狙うダイアナが密かにドノヴァンを助ける。リヴァーとルイーザはドノヴァンと保管庫に入り「足跡」を見つける。ティアニーは実戦部隊「犬」とチーフテンを使い、スローホースともども秘密を知る人間を皆殺しにしようとして銃撃戦となるも失敗する。リヴァーが「足跡」をリークしてティアニーとジャドは辞職し、ダイアナが長官となる。敬愛していたチャールズがラムに殺されたと知ったキャサリンはスラウハウスを辞職する。

## エピソード

### シーズン概要
| シーズン | シーズン | 話数 | 話数 | 放送期間       | 放送期間       |
| -------- | -------- | ---- | ---- | -------------- | -------------- |
|          | 1        | 6    | 6    | 2022年4月1日   | 2022年4月1日   |
|          | 2        | 6    | 6    | 2022年12月2日  | 2022年12月2日  |
|          | 3        | 6    | 6    | 2023年11月29日 | 2023年11月29日 |
|          | 4        | 6    | 6    | 2024年9月4日   | 2024年9月4日   |

### シーズン1 (2022)
| 通算 話数 | シーズン 話数 | タイトル                                | 監督               | 脚本                          | 公開日        |
| --- | ------------- | --------------------------------------- | ------------------ | ----------------------------- | ------------- |
| 1 | 1             | "失敗は伝染する" "Failure's Contagious" | ジェームズ・ホーズ | ウィル・スミス                | 2022年4月1日  |
| MI5のエージェントのリヴァー･カートライトは訓練での大失敗の責任を友人だったウェブに押し付けられ、スラウハウスに左遷される。同僚のシド・ベーカーとともに保守政治家と繋がるジャーナリストのホブデンの調査を上司のラムに命じられる。元エージェントであるリヴァーの祖父は、MI5が失敗した場合の責任を押し付けるためにスラウハウスを使っていると孫に警告する。極右団体「アルビオンの息子たち」はパキスタン系の学生ハッサン・アフメドを誘拐し、翌日の夜明けにライブで斬首すると宣言する。 |               |                                         |                    |                               |               |
| 2 | 2             | "負け犬の悪あがき" "Work Drinks"        | James Hawes        | ウィル・スミス                | 2022年4月1日  |
| 「アルビオンの息子たち」の背後には保守派の政治家がいるとわかる。スラウハウスの事務のキャサリン・スタンディッシュは、元上司チャールズの死の場面のフラッシュバックに襲われる。スラウハウスのハッカーであるロディ・ホーはホブデンのラップトップにハッキング出来ず、疑いが深まる。MI5の副長官のダイアナ・タヴァナーはスラウハウスのジェド・ムーディに秘密の命令を下す。リヴァーとシドはホブデンを尾行し、マスクをした男がホブデンの家に入るところを見る。シドは、リヴァーを見張るためにスラウハウスに転属したと告白する。二人が家に入ると、ホブデンはラップトップを燃やし、マスクの男に襲われている。ホブデンは逃げ、男もシドの頭を撃って逃げる。 |               |                                         |                    |                               |               |
| 3 | 3             | "落ちこぼれの奮闘" "Bad Tradecraft"     | James Hawes        | Alena Smith & Ali Waller      | 2022年4月8日  |
| シドは重傷を負い病院で手当てを受ける。ラムはMI5の実戦部隊「犬」に監禁されていたリヴァーを逃がす。マスクの男がスラウハウスのラムの部屋から盗聴装置を外し、ミン・ハーパーとルイーザ・ガイと争いになって死に、その正体はジェドであるとわかる。ラムはMI5の秘密作戦が失敗した場合、スラウハウスに責任が押し付けられると恐れる。ダイアナはラムに会い、ハッサンがパキスタンの軍情報機関のナンバー2の甥であると伝える。ラムに迫られ、ハッサンの誘拐と救出の「偽旗作戦」を企み、パキスタンとの関係改善と極右の弱体化を図るつもりだと明かす。「アルビオンの息子」の中に潜ませたMI5の工作員が救出作戦を助けると言う。ホブデンはジャドに会い、誘拐事件が「偽旗作戦」であることを公表しようと誘うも断られる。誘拐犯のカーリーは密かに電話をかける。ダイアナはラムにハッサンが監禁された家を訪ねさせて救出作戦を始めようとする。だがスローホースたちが家に入ると、カーリーが斬った仲間のモーの生首だけが残されている。 |               |                                         |                    |                               |               |
| 4 | 4             | "すれ違う策略" "Visiting Hours"         | James Hawes        | Morwenna Banks                | 2022年4月15日 |
| モーがMI5の潜入工作員ブラックだったことが判明する。カーリーは、ハッサンを斬首せず解放するつもりの仲間二人とハッサンを連れて車でロンドンを出る。スローホースたちは、作戦失敗の責任を転嫁されるのを恐れて現場から逃げ、他の仲間たちも救おうとする。だがストルアン・ロイはMI5の実戦部隊「犬」に拘束される。ダイアナはキャサリンにラムを裏切らせようとする。ラムとキャサリンはウェッブと「犬」の指揮官ニック・ダフィに捕らえられて本部に連行される。途中でキャサリンは、ラムがハンドバッグの中に入れていたジェドの銃を取り出して二人に突きつけ、ラムとともに逃げる。作戦の失敗を知った長官のイングリッド・ティアニーはアメリカから帰国することにし、ダイアナに事態の収拾を命じる。ダイアナはストルアンを脅してラムが「偽旗作戦」の首謀者であると偽証させる。 |               |                                         |                    |                               |               |
| 5 | 5             | "大失態" "Fiasco"                       | James Hawes        | Mark Denton & Jonny Stockwood | 2022年4月22日 |
| リヴァーは、ダイアナとブラックの写真を撮ったことを思い出す。ラムとリヴァーは本部に潜入する。リヴァーはウェッブを問い詰め、写真を撮ったがゆえにダイアナの命令で自分をわざと訓練で失敗させたと非難する。写真を得たラムとリヴァーは、長官とメディアに暴露するとダイアナを脅す。ロディとキャサリンは「アルビオンの息子」が乗るバンを突き止めてGPSで追跡する。カーリーは、ハッサンの斬首に反対するゼッポを殺す。 |               |                                         |                    |                               |               |
| 6 | 6             | "愚行" "Follies"                        | James Hawes        | ウィル・スミス                | 2022年4月29日 |
| ダイアナは、ジャドを家に訪ねて問い詰める。ティアニーが帰国する。カーリーは銃でラリーとハッサンを脅して車から降り、斬首の場所に向かう。ラリーはハッサンを逃がし、自分は車で港に逃げるも、「犬」に殺されて、武装に見せかけ射殺を正当化される。「犬」が迫る中、リヴァー、ミン、ルイーザは車を追跡し、ハッサンを斬首しようとするカーリーを追い詰め、ハッサンがカーリーを昏倒させる。スローホースは「犬」による射殺からカーリーを守る。シドの姿と記録は消えている。ホブデンはダフィに暗殺される。キャサリンが死体を目撃したチャールズは、元MI5の長官で、外国の情報機関に脅されたために自殺したことが分かる。ラムはキャサリンに、友人だったチャールズに銃を渡した後悔からスラウハウスに自ら追放となったと嘘をつく。フラッシュバックで、デイビットの命令でラムがチャールズを殺して自殺に見せかける。 |               |                                         |                    |                               |               |

### シーズン2 (2022)
| 通算 話数 | シーズン 話数 | タイトル                                                | 監督            | 脚本                       | 公開日         |
| --- | ------------- | ------------------------------------------------------- | --------------- | -------------------------- | -------------- |
| 7 | 1             | "因縁" "Last Stop"                                      | Jeremy Lovering | Alena Smith                | 2022年12月2日  |
| 元MI5エージェントのディッキー・バウは、かつて拷問された男をロンドンで見かけて尾行するも、心臓発作で死ぬ。ラムはバウが隠した電話に、「蝉」というメモが残されていることを見つける。デイビットは孫リヴァーに、かつてソ連がイギリス社会に「蝉」と呼ばれる潜入スパイを置いたという説のことを話し、その首謀者であるポポフが実在しないという理由で追及は止められたと言う。ディッキーはかつて東ベルリンで行方不明になった後に酔っ払って戻り、ポポフに拷問されたと主張するも信用されずに解雇されたと語る。ミンとルイーザはウェッブの指揮の下、イギリスに亡命したオリガルヒのネフスキーとダイアナの会談の前段階として、その部下であるパシュキンとウェッブとの会談準備を手伝う。ロディと新入りのシャーリー・ダンダーは、監視カメラの映像からディッキーが尾行相手に毒殺されたことを突き止める。 |               |                                                         |                 |                            |                |
| 8 | 2             | "アップショットより愛をこめて" "From Upshott with Love" | Jeremy Lovering | Alena Smith & Rachel Axler | 2022年12月2日  |
| ラムは元KGBエージェントで亡命したカチンスキーに会い、かつて東ベルリンで、ポポフがソ連の崩壊後も「蝉」の存続を望んだ会話を立ち聞きしたと聞かされる。ポポフの会話の相手のチェルニツキ―はディッキーを殺した男の外見に合致する。リヴァーはタクシー運転手に金を払い、チェルニツキ―が小さな村アップショットの飛行場に行ったこと、誰かが調べに来た場合には嘘をつき、ある番号に連絡するよう依頼したことを知る。ラムはダイアナから事件捜査の予算を得る。アップショットが罠であることを知りながら、ラムはリヴァーを送り込む。ウェッブはダイアナに、ロシアの反体制派の大物との会談を独断で企画していたことを認める。ミンとルイーザはパシュキンの用心棒と打ち合わせをする。彼らが宿泊先を教えないため、ミンは尾行するも捕まる。 |               |                                                         |                 |                            |                |
| 9 | 3             | "偽りの杯" "Drinking Games"                             | Jeremy Lovering | Alena Smith & Ali Waller   | 2022年12月9日  |
| ミンは用心棒と酒を酌み交わした後、交通事故に見せかけて殺される。ミンを轢いた女レベッカはウラジオストックに住んだことがあり、金をもらって嘘をついたとラムに白状する。内相になっているジャドは反資本主義のデモの日に講演を予定し、ダイアナに同行を求める。新入りのマーカス・ロングリッジが、ミンの代わりにウェッブとパシュキンの会談の警備の準備を手伝う。リヴァーは新聞記者を装い、アップショットの飛行場とパブのオーナーであるダンカン・トロッパーの娘のケリーに接近する。一家のディナーに招かれ、ダンカンと妻アレックスがかつて過激派学生であったと知る。一家の友人のレオと名乗るチェルニツキ―に紹介される。 |               |                                                         |                 |                            |                |
| 10 | 4             | "蝉" "Cicada"                                           | Jeremy Lovering | Alena Smith                | 2022年12月16日 |
| レベッカはラムに、ミンがチェルニツキ―とパシュキンの用心棒たちに交通事故を偽装して殺されたと語る。カチンスキーはラムに、亡命の報復を受けない代償として、元の組織の依頼でラムの注意を引いたと告白する。キャサリンは、ウェッブとパシュキンの会談を仲介したクリモフに会いに行く。ラムとシャーリーがネフスキーの家に忍び込むと、ネフスキーは放射性物質を体内に入れられて自殺している。ラムは、パシュキンがネフスキーの部下だと言うのはクリモフの嘘だと推察する。ルイーザはミンの復讐のためにパシュキンに接近するも、ラムの命令でマーカスに阻止される。ラムはルイーザに引き下がるよう命令し、本部に行く。リヴァーはディナーの後、チェルニツキ―を追跡する。飛行場でチェルニツキ―とカチンスキーが飛行機に爆弾を積んでいるところをおさえるが、アレックスにスタンガンで失神させられる。 |               |                                                         |                 |                            |                |
| 11 | 5             | "机上の政治" "Boardroom Politics"                       | Jeremy Lovering | Alena Smith & Ken Greller  | 2022年12月23日 |
| 反資本主義のデモのさなか、ダイアナが同行するジャドの王立取引所での講演と、パシュキンとウェッブのグラスハウスでの会談が行われようとする。アレックスは飛行機で飛び立ちロンドン中心を目指す。ダンカンとケリーが飛行場で縛られたリヴァーを助け出す。リヴァーはアレックスによる自爆テロをおそれて「コード・セプテンバー」を発し、ジャドとダイアナは避難する。ラムは本部の記録保管室に入って記録を調べ、カチンスキーが潜入スパイの元締めであり、亡命は偽装であったと推測する。キャサリンにチェスで敗れたクリモフはカチンスキーがウェッブとパシュキンの会談を依頼し、スラウハウスを巻き込むよう求めたと明かす。ロンドン中に避難勧告が出される中、ロディとシーリーはチェルニツキ―を追跡する。パシュキンは避難勧告を聞いてグラスハウス脱出を図り、止めようとしたウェッブを撃つ。マーカスの撃った用心棒の一人を置きざりにし、ルイーザとマーカスを会議室に閉じ込めて逃げる。 |               |                                                         |                 |                            |                |
| 12 | 6             | "遺恨" "Old Scores"                                     | Jeremy Lovering | Rachel Axler               | 2022年12月30日 |
| ルイーザとマーカスは会議室を脱出し、パシュキンがネフスキーの口座から金を送金したことを知る。マーカスは、屋上からで逃げようとしたパシュキンを殺す。リヴァーは飛行場に残された爆弾を見てアレックスによる自爆テロは狂言であると知り、「コード・セプテンバー」を取り消すようダイアナに連絡する。アレックスは飛行機の針路を変えて軍用機による撃墜を逃れる。ロディとシャーリーに追跡されるチェルニツキ―は、リヴァーの祖父デイビットの住む駅で降りる。ラムはカチンスキーに会う。カチンスキーは、自分の工作員であったチャールズが殺された復讐をするため、黒幕がデイビットであるとFSBから聞き出し、その代わりにネフスキーの金の移動を手伝ったと明かす。ラムから連絡を受けていたデイビットが、自分を殺しに来たチェルニツキ―を待ち伏せて殺す。計画の失敗を知ったカチンスキーは自殺する。 ダイアナとジャドは事件を隠蔽し、「コード・セプテンバー」の誤発動は防衛システムの不具合ということにして、ジャドの政敵である現首相に責任を転嫁する。ラムはミンの葬儀を、MI5の名誉ある葬儀場所である聖レナードで行うようダイアナに求めるも断られる。ラムとスローホースたちは聖レナードに忍び込んでミンの銘板を隠す。 |               |                                                         |                 |                            |                |

### シーズン3 (2023)
| 通算 話数 | シーズン 話数 | タイトル                               | 監督           | 脚本                          | 公開日         |
| --- | ------------- | -------------------------------------- | -------------- | ----------------------------- | -------------- |
| 13 | 1             | "ストレンジ・ゲーム" "Strange Games"   | Saul Metzstein | ウィル・スミス                | 2023年11月29日 |
| イスタンブール英国大使館警備部長のショーン・ドノヴァンは、同地に駐留するMI5エージェントで恋人のアリソン・ダンが秘密文書「足跡」を盗んだと疑う。ドノヴァンに追跡されるアリソンは、「足跡」をある男に渡し公開するよう頼んだのちに殺される。1年後、スローホースたちは退屈な日々を過ごす。キャサリンは断酒会に出てドノヴァンに出会ったのちにドノヴァンの協力者に誘拐・監禁される。ダイアナは外部の保管庫を訪ねる。ルイーザは、グラスハウスの事件で行方不明になった1個のダイヤモンドを秘匿している。翌日、スローホースたちはキャサリンが出勤しないことを訝って調査する。キャサリンは帰宅せず、最後に居場所が確認されたカフェの裏の防犯カメラはケーブルが切られ、持ち物は路上に転がっている。リヴァーには銃を突き付けられたキャサリンの写真が送られ、「バービカン歩道橋に1分以内に来ないとキャサリンは死ぬ」と電話で告げられる。                                                                                            |               |                                        |                |                               |                |
| 14 | 2             | "教訓" "Hard Lessons"                  | Saul Metzstein | ウィル・スミス                | 2023年11月29日 |
| リヴァーが歩道橋に行くと、MI5を辞めたウェッブが、姉親子を殺すと脅されたと話し、1時間後の正午までに首相の個人的情報を本部の保管庫から入手しろという誘拐犯からのメッセージを渡す。リヴァーは行方不明のダイヤモンドを見つけたとダフィに嘘をついて本部に入り、偽物を渡す。嘘が発覚して追われながら保管庫に入るも、職員のモリー・ドーランは記録を渡すことを拒否する。ルイーザはカフェの近所で乗り捨てられたレンタカーを借りたドノヴァンの名前を得る。ラムはスラウハウスの見張りの男に気づいて追い払い、シャーリーとマーカスに追わせるも逃げられる。ラムは昔の仲間に会って情報を得て、見張りの男が民間警備会社チーフテンの工作員だろうと推測する。電話でリヴァーに誘拐が偽装であると告げ、本部を出ろと命令するも、リヴァーはダフィら「犬」に捕まる。 |               |                                        |                |                               |                |
| 15 | 3             | "厄介な交渉" "Negotiating With Tigers" | Saul Metzstein | ウィル・スミス                | 2023年12月6日  |
| 内相ジャッドは学友のスライ・モンティスの経営するチーフテンをセキュリティの欠陥を暴く「タイガーチーム」として使い、イングリッド・ティアニー長官を脅してチーフテンにMI5のセキュリティを任せようとする。ドノヴァンと二人の協力者はチーフテンに背いてキャサリンを解放せず、チーフテン社員のスタージェスを二人目の人質として監禁する。シャーリーとマーカスはドノヴァンの家に侵入し、次の計画が陰謀論を記録したMI5の秘密文書「グレー・ブック」を入手することであると知るも警察に逮捕される。ラムは二人を首にする。リヴァーは腹いせにダフィから暴行を受けた後にラムによって解放され、ルイーザとともにチーフテン本社に行く。二人はMI5を辞め、チーフテンの幹部となっていたウェッブに会い、嘲笑される。モンティスは人質解放のためにウェッブを送り出すも、ウェッブは口論の結果ドノヴァンに殺される。ドノヴァンはウェッブの死体をジャッドとモンティスが会食するレストランの前に捨てる。                                           |               |                                        |                |                               |                |
| 16 | 4             | "招かれざる客" "Uninvited Guests"      | Saul Metzstein | Mark Denton & Jonny Stockwood | 2023年12月13日 |
| ティアニーはジャドのスキャンダルになりかねないウェッブの死を利用し、MI5の主導権を取り戻す。リヴァーに命令してグレー・ブックをドノヴァンに見せてキャサリンを解放させてから、チーフテンに逮捕させようとする。囚われていたスタージェスは逃亡する。ドノヴァンは、自殺とされたアリソン・ダンが他殺であることを暴露するため、アリソンの兄弟姉妹であるベンとサラと協力し、グレー・ブックを入手したいとキャサリンに話す。チャールズを崇拝しティアニーを嫌うキャサリンは、外部保管庫の中のグレー・ブックの場所を二人に教える。ロディがキャサリンの監禁された家を見つけ、ラムと共に救出に向かう。ダフィとホッブスはチーフテンに行き、戦闘員を率いて外部保管庫に向かう。ティアニーは、アリソンとドノヴァンの関りを知り、ある文書が内部の人間により本部内の保管庫から外部の保管庫に移されたことを知る。リヴァーとルイーザは、ドノヴァンとベンを外部の保管庫に案内する。ティアニーはダフィに、外部保管庫内の全員を殺せと命令する。 |               |                                        |                |                               |                |
| 17 | 5             | "隠滅" "Cleaning Up"                   | Saul Metzstein | Mark Denton & Jonny Stockwood | 2023年12月20日 |
| ティアニーはダイアナを問い詰め、ダイアナがドノヴァンに情報を漏らし、ティアニーの失墜につながる、イスタンブールでの大失敗に関する「足跡」ファイルを外部保管庫に移して入手させようとしたことを知る。二人の権力闘争の帰趨は外部保管庫の戦いの結果次第となる。ダフィとホッブスが率いるチーフテンの戦闘員が外部保管庫に来て、脱出経路に罠を仕掛ける。リヴァーはラムに連絡した後、スラウハウスに電話して援軍を求める。チーフテンは電話とカメラを切断する。シャーリーとマーカスはラムに解雇を撤回してもらうために、外部保管庫に助けに来る。チーフテンの戦闘員は突入して職員のダグラスを捕らえ、ダフィが殺す。ラムとロディはダン家でサラが監禁していたキャサリンを救出するも、そこに皆殺しの命令を受けたスタージェスとホッブスが到着する。ドノヴァンは「足跡」ファイルを見つける。銃撃戦の結果、ベンが殺される。 |               |                                        |                |                               |                |
| 18 | 6             | "足跡" "Footprints"                    | Saul Metzstein | ウィル・スミス                | 2023年12月27日 |
| ホッブスとスタージェスはダン家を襲うもラムの仕掛けた罠にはまって死ぬ。ロディはヒーローになろうとするも役に立たない。キャサリンは崇拝する元上司のチャールズが裏切り者であったとラムから聞き、スラウハウスを辞職する。重傷を負ったドノヴァンは「足跡」をリヴァーとルイーザに託して死ぬ。シャーリーとマーカスがチーフテンの罠を破り、リヴァーとルイーザを救出する。リヴァーに「足跡」を見せられたデイビットは、表に出すとMI5の評判が失墜するとして燃やす。祖父の行動を予期していたリヴァーはあらかじめとっておいたコピーをリークする。ジャドとティアニーは辞職し、ダイアナが長官となる。 |               |                                        |                |                               |                |

### シーズン4 (2024)
| 通算 話数 | シーズン 話数 | タイトル                             | 監督         | 脚本                                           | 公開日        |
| --- | ------------- | ------------------------------------ | ------------ | ---------------------------------------------- | ------------- |
| 19 | 1             | "コールド･ボディー" "Identity Theft" | Adam Randall | ウィル・スミス                                 | 2024年9月4日  |
| ロンドン市内で爆発事件が起き、タヴァナーは重圧を背負うことに。リヴァーはルイーザに背中を押され、様子が心配な祖父に会いに行く。 |               |                                      |              |                                                |               |
| 20 | 2             | "謎の男" "A Stranger Comes to Town"  | Adam Randall | ウィル・スミス                                 | 2024年9月11日 |
| 若手の情報局員がウェストエーカーズの爆破犯に関する重大な事実を発見する。ラムはデヴィッドが何かを隠していると疑う。             |               |                                      |              |                                                |               |
| 21 | 3             | "襲撃" "Penny for Your Thoughts"     | Adam Randall | Morwenna Banks                                 | 2024年9月18日 |
| リヴァーはフランスで窮地に陥る。その頃、スラウハウス（泥沼の家）にはラムを捕らえにＭＩ５の犬が来ていた。                       |               |                                      |              |                                                |               |
| 22 | 4             | "帰還" "Returns"                     | Adam Randall | Mark Denton & Jonny Stockwood                  | 2024年9月25日 |
| タヴァナーはＭＩ５の秘密を隠蔽しようと画策。リヴァーは答えを求めて祖父の家へ。                                                 |               |                                      |              |                                                |               |
| 23 | 5             | "墓穴" "Grave Danger"                | Adam Randall | Mark Denton & Jonny Stockwood & ウィル・スミス | 2024年10月2日 |
| ラムはフランスで起きた出来事についてデヴィッドを問い詰める。一方、リヴァーはついに敵と直接対決することになる。                 |               |                                      |              |                                                |               |
| 24 | 6             | "ハロー・グッドバイ" "Hello Goodbye" | Adam Randall | ウィル・スミス                                 | 2024年10月9日 |
| シーズン最終話。ＭＩ５は苦しい決断を迫られ、大きな犠牲を払うことになる。                                                       |               |                                      |              |                                                |               |

## 製作

### シーズン
シリーズは2019年10月にApple TV+のオリジナルシリーズとして製作が開始され、ゲイリー・オールドマンが主演を務めることが発表された。当初は2シリーズ構成で制作が予定されていたが、その後2022年6月にシーズン2の公開に先立ち、シーズン3・4の製作が決定、発表された。さらにシーズン5、６の製作も決定している。なお各シリーズの内容は原作のSlow Horsesシリーズのストーリーに基づくが、ドラマ向けに一部ストーリー内容が変更されている箇所がある。

### キャスティング
- 本作主演のゲイリー・オールドマンは同作をもって引退することを検討している旨の発言をしている[10]。